# Мерлшајд (Ајфел)
Мерлшајд (њем. Merlscheid) општина је у њемачкој савезној држави Рајна-Палатинат. Једно је од 235 општинских средишта округа Ајфелкрајс Битбург-Прим. Према процјени из 2010. у општини је живјело 38 становника. Посједује регионалну шифру (AGS) 7232270.

## Географски и демографски подаци
Мерлшајд се налази у савезној држави Рајна-Палатинат у округу Ајфелкрајс Битбург-Прим. Општина се налази на надморској висини од 360–390 метара. Површина општине износи 3,5 km². У самом мјесту је, према процјени из 2010. године, живјело 38 становника. Просјечна густина становништва износи 11 становника/km².